# Руст (Баден-Вюртемберг)
Руст (нім. Rust) — громада в Німеччині, знаходиться в землі Баден-Вюртемберг. Підпорядковується адміністративному округу Фрайбург. Входить до складу району Ортенау.
Площа — 13,27 км2. Населення становить 4317 ос. (станом на 31 грудня 2020).
Містечко розташоване на кордоні із Францією та неподалік кордону зі Швейцарією. Таке географічне положення посприяло його вибору як місця для розташування Європа-Парку — другого за відвідуваністю парку розваг у Європі після Діснейленду в Парижі.

## Галерея

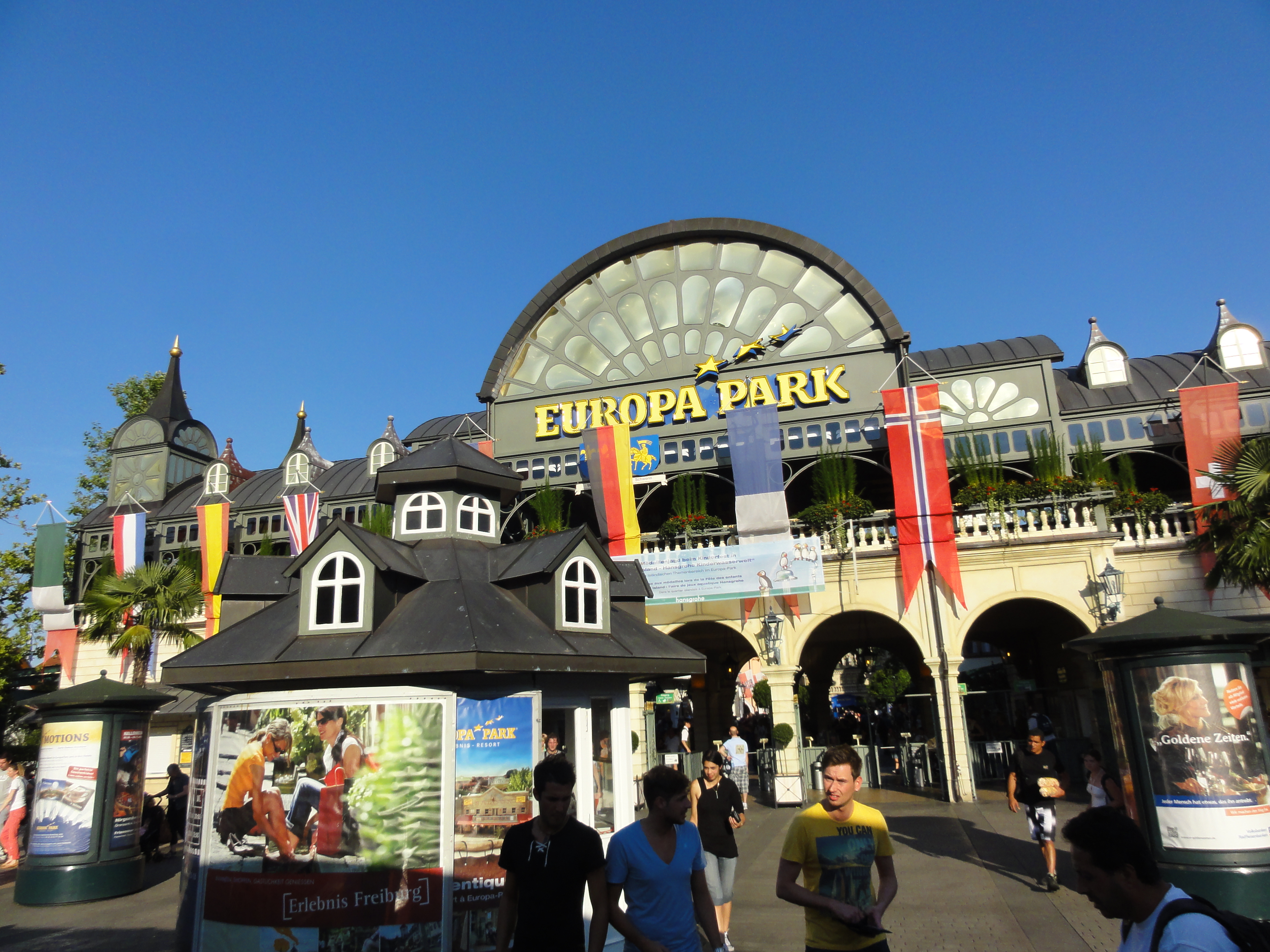
Вхід до Європа-Парку
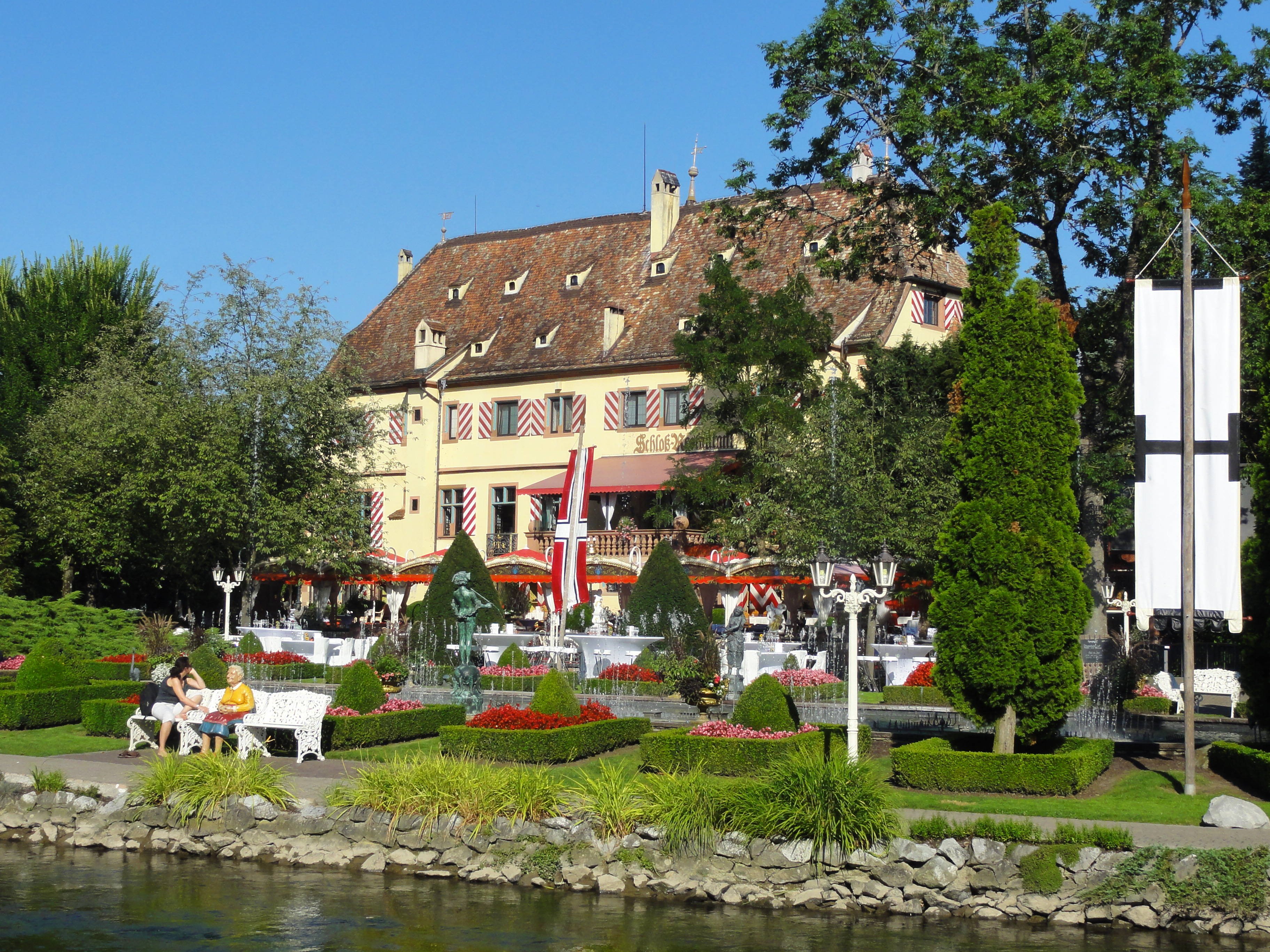
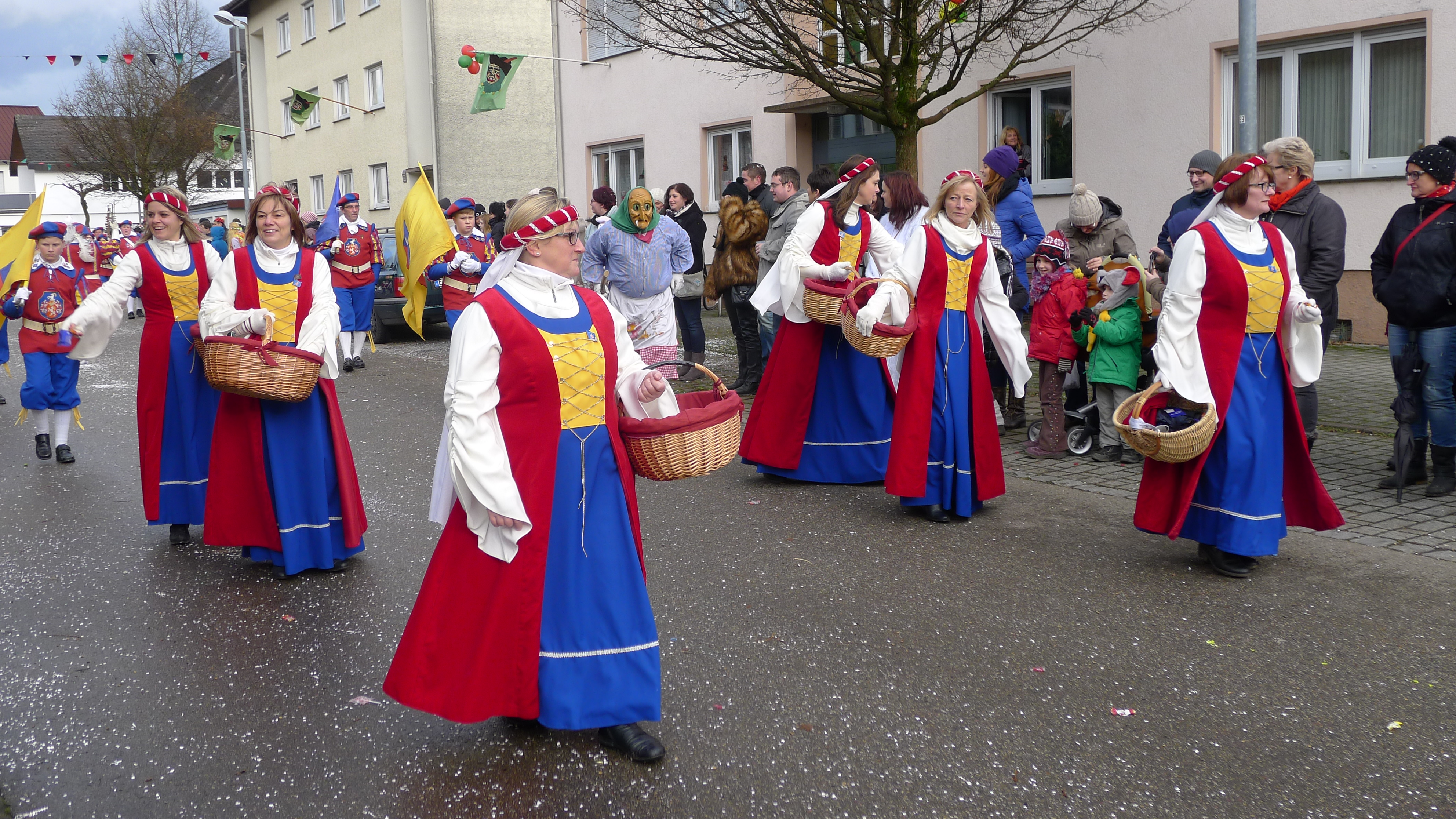